# コーネリアス・ヴァンダービルト4世

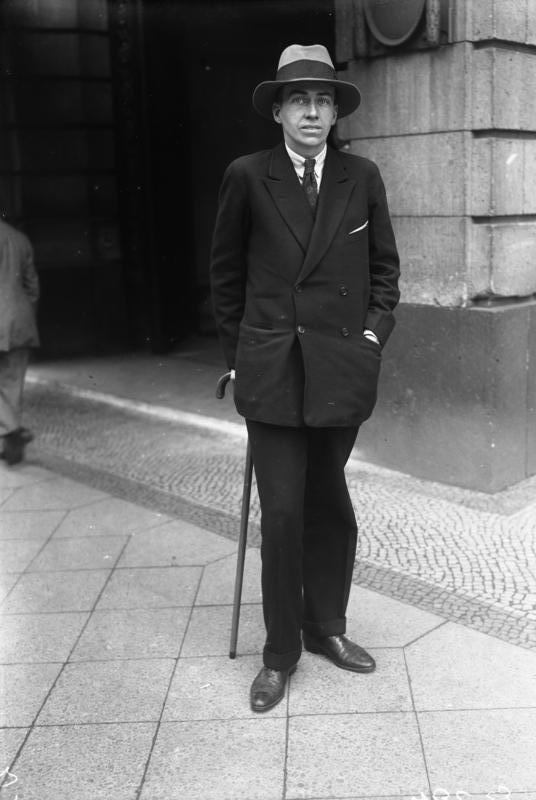
コーネリアス・ヴァンダービルト4世（1926年）

コーネリアス・ヴァンダービルト4世 (Cornelius Vanderbilt IV 1898年4月30日 - 1974年7月7日) はアメリカ合衆国の新聞出版者。

## 経歴
1898年4月30日、ニューヨーク州のスタテンアイランドでコーネリアス・ヴァンダービルト3世とグレイス・グラハム・ウイルソンのもとに生まれた。
Harstrom's Tutoring School およびSt. Paul's School に進学後、第一次世界大戦中、入隊後大将にロールス・ロイスを運転できる者として救急隊の運転手に任命された。二等兵として戦後除隊された。1922年、新しい慈善団体のニューヨーク・チヴィタン・クラブに加入。第二次世界大戦で少佐として再入隊。その後新聞出版者となることを決意したことで両親は落胆。彼の両親は他者のプライバシーを侵害するイメージのある出版者を嫌悪していた。彼はニューヨーク・ヘラルドに入社し、後にニューヨーク・タイムズに転籍した。両親には彼の行動が時々奇異に映り、自由奔放と思われていた。
1920年代初頭、『Los Angeles Illustrated Daily News 』、『San Francisco Illustrated Daily Herald 』、『Miami Tab 』などいくつかの新聞やタブロイドを発行し始めた。ジャーナリズムとしての水準の維持を主張したが、2年半しか続かなかった。ヴァンダービルト社は600万ドル近くの負債を抱え操業を停止。その後彼は『New York Daily Mirror 』の編集局次長となった。
彼の回想録『Farewell to Fifth Avenue 』の他、母の伝記『Queen of the Golden Age 』などいくつかの本を著した。
1919年、ニューヨークのソーシャライトの有力者であるレイチェル・リトルトンと結婚したが、1927年離婚。後にトランス・ワールド航空の創設者であるジャック・フライと結婚することとなるヘレン・ヴァーナーを含み6回以上結婚と離婚を繰り返した。
ネバダ州リノに邸宅を構え、世界情勢に関する執筆活動や講義を続けた。彼はイスラエルの独立による建国の強い支持者であった。
1974年7月7日、スタテンアイランドで亡くなった。

## 家族
７回結婚したが子供はいなかった。